# Echo Night: Beyond
Echo Night: Beyond, connu au Japon sous le titre Nebula: Echo Night (エコーナイト, Nebyura Ekō Naito), est un jeu vidéo d'action-aventure édité par Indie Games et développé par From Software en 2004 sur PlayStation 2.